# Marriott World Trade Center
Cet article concerne un gratte-ciel de New York. Pour les autres bâtiments, voir World Trade Center (homonymie).
Le Marriott World Trade Center (aussi appelé WTC 3) était un hôtel de 22 étages disposant de 825 chambres. Il avait ouvert ses portes en 1981 sous le nom de Vista Hotel et était localisé au 3 World Trade Center à New York. Le Vista Hotel était le premier hôtel à ouvrir dans Lower Manhattan depuis 1836. Le bâtiment fut dessiné par Skidmore, Owings & Merrill et appartenait à l’origine à l'autorité portuaire de New York et du New Jersey. Il fut vendu en 1995 à Host Marriott Corporation après que les gouverneurs de New York George E. Pataki et du New Jersey Christine Todd Whitman mirent la pression pour que l’organisme vende ses biens les moins rentables.
L’hôtel était connecté aux tours jumelles du World Trade Center et beaucoup de personnes traversaient d’ailleurs le bâtiment pour s’y rendre. L’hôtel abritait également un Greenhouse Cafe, un Tall Ships Bar & Grill, un magasin de souvenir nommé Times Square Gifts, un restaurant nommé The Russia House et un salon de coiffure nommé Olga's. L’hôtel disposait d’un peu moins de 2 500 m2 d’espaces de réunion et était reconnu comme un hôtel à quatre diamants selon les critères de l'American Automobile Association.
La structure de l'édifice fut détruite le 11 septembre 2001 lors de l'effondrement consécutif des tours Sud et Nord du World Trade Center.

## Attentat à la bombe du World Trade Center en 1993
Le 26 février 1993, l’hôtel fut déjà gravement endommagé à la suite de l'attentat à la bombe du World Trade Center. Les terroristes utilisèrent un camion de location Ryder chargé de 682 kilos d’explosifs qu’ils placèrent dans un des parkings du World Trade Center. 
C’est à 12 h 17 (heure locale) que l’explosion se produisit, endommageant les étages inférieurs du complexe. Après des réparations intensives, l’hôtel rouvrit ses portes en novembre 1994.

## Attentat du 11 septembre 2001

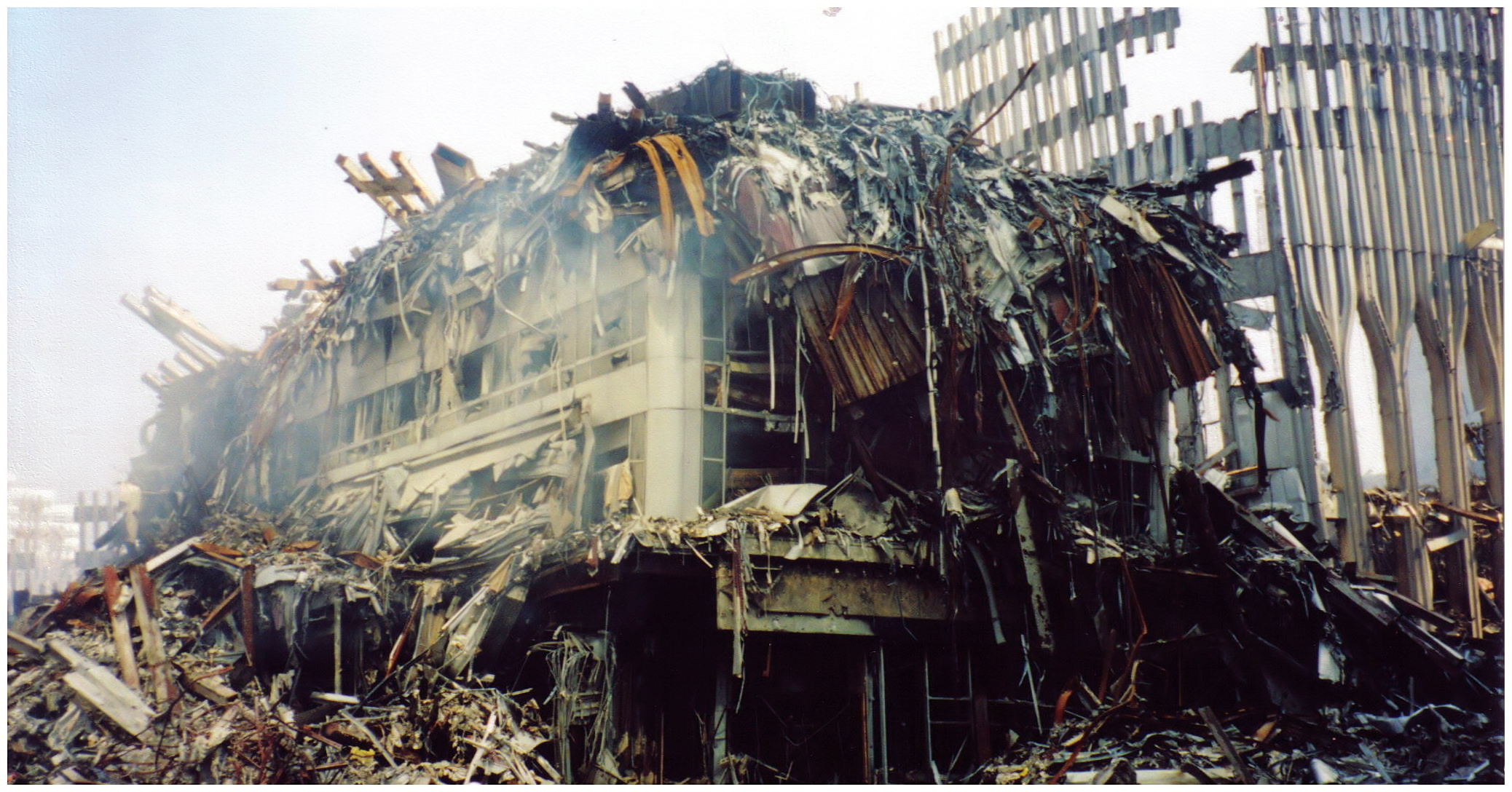
Le WTC 3 après les attaques du 11-Septembre.

Le 11 septembre 2001, l’hôtel était complet avec plus de 1 000 clients. De plus, une association nationale de commerce (National Association for Business Economics ou NABE) y tenait sa réunion annuelle.
Lorsque le premier avion s’écrasa dans la Tour Nord (1 WTC), le train d’atterrissage de l’avion s’écrasa sur le toit du Marriott Hotel. Les pompiers utilisèrent l’hôtel comme base de départ pour atteindre les deux tours voisines tout en évacuant également les clients de celui-ci. Selon les pompiers qui participèrent à l’évacuation, le toit était couvert de plusieurs corps de personnes ayant sauté des tours où les avions s'étaient écrasés. L’effondrement de la tour sud détruisit la moitié de l’hôtel (dégâts visibles dans le documentaire New York : 11 septembre) et l’effondrement de la seconde tour termina le travail de destruction.
L'hôtel fut donc détruit par l’effondrement des deux tours. Deux employés de l'hôtel furent tués et deux douzaines de clients ne furent pas retrouvés. Beaucoup de pompiers situés dans l'hôtel sont décédés aussi.
L’hôtel ne doit pas être confondu avec l’autre hôtel Marriott, situé un pâté d'immeubles plus au sud sur West Street. Le New York Marriott Financial Center Hotel fut seulement légèrement endommagé le jour de l’attentat de 2001 et il reste toujours en activité aujourd’hui. Il ne doit également pas être confondu avec le Millennium Hilton Hotel situé sur le côté oriental du World Trade Center car celui-ci, bien que légèrement endommagé, est toujours aussi  en activité de nos jours.

#### Autres anciens bâtiments du complexe
- 1 et 2 World Trade Center
- 4 World Trade Center
- 5 World Trade Center
- 6 World Trade Center
- 7 World Trade Center

#### Nouveaux bâtiments du complexe
- One World Trade Center
- Two World Trade Center
- Three World Trade Center
- Four World Trade Center
- Seven World Trade Center